# Шомодьи, Барбара
Барбара Шомодьи (венг. Barbara Somogyi; род. 2 августа 2002) — венгерская шорт-трекистка, бронзовая призёр чемпионата Европы.

## Спортивная карьера
Барбара Шомодьи родилась в городе Ясберень, медье Яс-Надькун-Сольнок, где и начала кататься на коньках в возрасте 10 лет. В настоящее время тренируется на базе клуба «Ferencvarosi Torna Club» в Будапеште. В национальной сборной её тренером является венгер Акос Банхиди (венг. Akos Banhidi).
Она начала свои выступления на чемпионате Венгрии среди юниоров в 2011 году и смогла подняться на 4-е место в общем зачёте. Но только в 2014 году выиграла бронзовую медаль среди девушек. В 2017 и 2018 годах Барбара завоевала серебряные медали национального молодёжного чемпионата.   
Свою первую бронзовую медаль на соревнованиях международного уровня Шомодьи выиграла на чемпионате Европы Дордрехте 2019 года. В эстафете среди женщин венгерская команда финишировала третьей, уступив более высокие позиции соперницам из России (2-е место) и Нидерландов (1-е место). В том же году дебютировала на юниорском чемпионате мира и Кубке мира, но высоких результатов не показала.
Через год на зимних юношеских Олимпийских играх в Лозанне Шомодьи заняла 10-е место на дистанции 500 м, 14-е на 1000 м и 4-е место в смешанной эстафете. Следом стала 16-й в беге на 500 м и 14-й на 1000 м на чемпионате мира среди юниоров в итальянском Бормио. В феврале выиграла национальный юниорский чемпионат Венгрии. Осенью 2021 года она не смогла квалифицироваться на олимпиаду в Пекине на отборочных этапах Кубка мира. 